# 玩命法則
是一部2013年雷德利·斯科特执导的惊悚片，小说家科马克·麦卡锡担任原创编剧。麥克·法斯賓達、潘妮洛普·克魯茲、卡麥蓉·狄亞、哈維爾·巴登主演，畢·彼特担任配角。北美于2013年10月25日上映。

## 剧情
一位剛與女友蘿拉（潘妮洛普·克魯茲 飾演）訂婚的律師（麥克·法斯賓達 飾演）因為陷入財務危機不惜鋌而走險，決定與他的客戶—夜店老闆雷納（哈維爾·巴登 飾演）跟墨西哥的毒梟進行毒品交易。儘管接收到許多關於這筆交易的潛在危機警告，但自大傲慢的性格卻讓他以為自己有能力全身而退。想不到一次交易失手，讓他們都成為黑道追殺的對象。在這一場失控的巨大危機中，他要如何做出最正確的決定，拯救自己的人生。

## 演員
- 麥克·法斯賓達 - 律师[5]
- 潘妮洛普·克魯茲 - Laura
- 卡麥蓉·狄亞 - Malkina
- 哈維爾·巴登 - Reiner
- 畢·彼特 - Westray
- Dean Norris[6]
- John Leguizamo[7]
- Goran Višnjić
- Rosie Pérez[8]
- Natalie Dormer[9]

## 制作
2012年7月27日在伦敦开拍，拍摄期间导演的弟弟東尼·史考特于同年8月去世，因此耽误了一段时间。

## 评价
影片口碑较差，烂番茄新鲜度只有35%，平均得分4.9；Metacritic上38家媒体综评49分，得到两极化口碑。而在CinemaScore上面观众平均打分为"D"级。
好评有《坦帕湾时报》、《纽约时报》、《芝加哥太阳报》三家媒体给出满分，“斯科特的严肃性早已不取决于他手中的剧本是啥样，全然是自身的步调使然，但麦卡锡还是成功地找到了与斯科特的契合点”，“这部影片给我们带来了前所未见的双重大礼，绝对夸张的年度性爱场景与令人头皮发麻的残酷杀戮，从头至尾都诠释着牛逼二字”。差评有：“这部影片其实就是一个鲜血淋漓的哑巴，却偏偏要装模作样地大发陈词滥调，相比之下它比《野蛮人》更加浪费人才”，“麦卡锡的这部原创作品中既没有麦卡锡的影子，也没能对得起他的声誉”，“不论是麦卡锡还是斯科特都全面发挥了自己的语言与情绪调动能力，不过这些依然无法掩盖故事和角色的巨大缺陷”。

## 票房
美国首周末收获800万美圆列第四位，该成绩在过去15年雷德利·斯科特作品中仅好于2006年轻喜剧《美好的一年》的372万。次周末收获325万列第十位，10天仅累计1336万。